# Герменевтика
Гермене́втика (др.-греч. ἑρμηνευτική — «искусство толкования», от ἑρμηνεύω — «толкую, толковать», этимология которого неясна) — изучение принципов интерпретации, например, принципов интерпретации каких-либо текстов или (систем) понятий, так как любые тексты или понятия формулируются в (не)определённых среде и контексте. В том числе, может применяться в смыслах:
- искусство толкования, теория интерпретации и понимания текстов, в том числе текстов классической древности[2];
- направление в философии XX века, выросшее на основе теории интерпретации литературных текстов.

Теоретик и (или) практик в области библейской (богословской), философской или филологической герменевтики называется гермене́втом.
В английском языке герменевтика может употребляться наравне с экзегетикой, служащей словом-синонимом.

## Базовые понятия герменевтики
- Герменевтический круг
- Герменевтическая процедура
- Необходимость предпонимания
- Бесконечность интерпретации
- Интенциональность сознания

Применяя методы герменевтики при изучении исторических документов необходимо учитывать ряд факторов, поскольку сочинитель создаёт текст документа, находясь в определённой культурной среде, большое значение имеют его социальный статус, образование, принадлежность к тому или иному роду (клану, сословию, группе), а также его отношение к тому, кто в то время находился у власти.
При обучении школьников целесообразно соблюдать последовательность «цепочки понимания», составляющей ту или иную «герменевтическую процедуру» в её утилитарно-практической модификации.

## Основные вопросы герменевтики
- Как возможно понимание?
- Что следует предпринять, чтобы «текст» (вербальный или визуальный; философский или научный; религиозный или светский; технический или художественный; традиционный или авангардный; архаический или современный) перестал воспринимающего его субъекта отпугивать своей непонятностью?
- Соотношение истины и индивидуальности понимания конкретного субъекта
- Как помочь конкретному читателю прийти к своему индивидуальному пониманию конкретного «текста», освобождаясь от своего к нему равнодушия?

## Этимология
Хотя миф о Гермесе, скорее всего, не имеет никакого отношения к понятию «герменевтика», его всё же иногда связывают с идеей герменевтики. В древнегреческой мифологии Гермес (сын Зевса и плеяды Майи) был вестником богов, а также изобрёл единицы мер, числа, греческий алфавит, нотную систему, астрономию. Образ Гермеса можно использовать в качестве метафоры, например, как идею о силе слова, о многозначности высказываний, о консенсусе как критерии истинности высказываний.

## История
Термин герменевтика применялся чаще всего в отношении библейских текстов, затем — в значении учения о восстановлении первоначального смысла литературных памятников, дошедших в искажённом и частичном виде, непонятных без комментариев, а также в значении истолкования всякого произведения (сюда относятся, например, объяснительные издания авторов). В этом смысле герменевтика — дисциплина филологической критики.
Автором первой обобщающей работы по герменевтике был христианский мыслитель Аврелий Августин (354—430). Его труд назывался «Христианская наука, или Основания священной герменевтики и искусства церковного красноречия».
Герменевтике придаётся большое значение в литературоведении, поскольку при исследовании любого памятника литературы необходимо его максимально объективное толкование. Надо оговориться, что под текстом в герменевтике понимают не только рукописные творения авторов, но и произведения искусства, исторические события и другие объекты, которые «поддаются» пониманию. Процесс понимания рассматривают как движение по так называемому герменевтическому кругу. С одной стороны, текст рассматривают по отношению к эпохе, литературному жанру. С другой стороны, текст является духовной жизнью автора, а сама его духовная жизнь является частью исторической эпохи. Представление текста с этих двух позиций, переход от общего к частному и обратно и есть движение по герменевтическому кругу.
Герменевтика также является философским методом анализа текста. Так называется и философское направление, разрабатывающее философское применение герменевтики. Сторонниками и философами, внёсшими значительный вклад в герменевтику, являются немцы Гадамер, Шлейермахер, француз Поль Рикёр, итальянец Эмилио Бетти и русский учёный Густав Густавович Шпет.
Другим активным идеологом герменевтики можно назвать философа и историка Вильгельма Дильтея. Дильтей стремился оспаривать методику изучения природы путём внешнего наблюдения; он был активным сторонником «вчувствования». Таким образом, он призывал реконструировать исторические события и внешние явления путём самонаблюдения, понимания событий методом их личностного «сопереживания», «вживания» в них как во фрагмент духовного целого, как части всемирного единения природы и Духа.

## Герменевтика и экзегетика в русском языке

#### Советский период
В отечественном языкознании слова «экзегетика» длительное время было принято избегать, поскольку оно ассоциировалось с интерпретацией, прежде всего, библейских текстов, что в советское время считалось неприемлемым.
Герменевтика же, напротив, употреблялась достаточно широко, например, в трудах литературоведов, исследующих художественные тексты в контексте исторической эпохи. В частности, предметом изучения и научных публикаций становилась «филологическая герменевтика».
Таким образом, экзегетика у нас может быть дополнительно понята как «нечто такое, чем запрещалось заниматься в советское время».
По понятной причине, тонких различительных оттенков смысла подобного рода в других языках нет. Например, в английском языке герменевтика и экзегетика часто смешиваются, трактуются на практике как взаимозаменяемые синонимы.

#### Современный язык
В современном русском языке экзегетика понимается как раздел богословия, то есть как научная дисциплина, пусть и не строгим образом, но подразумевающая фактическое наличие того или иного религиозного верования у толкователя текста.
Герменевтика отстоит дальше от вопроса о наличии той или иной веры у интерпретатора текста, поэтому употребляется в первую очередь в светском контексте. Если экзегетика — это наука, то герменевтика — ближе к искусству понимания и разъяснения смысла текстов. В целом, герменевтика — более широкое, расплывчатое, развивающееся понятие, к ней сегодня могут отнести не только толкование текста, но и, например, понимание устной речи или близкого к ней по стилистике текста сетевого общения или музейного дизайна (чего никак нельзя сказать об экзегетике).
Таким образом, герменевтика с конца XIX века ассоциировалась у многих, в первую очередь, с интерпретацией, углублённым пониманием светской литературы (и любого текста вообще), а экзегетика — с исследованием и толкованием, прежде всего, церковных текстов, писаний святых отцов.
Следует обратить внимание, что в 13-м томе «Нового энциклопедического словаря» Брокгауза и Ефрона (СПб, 1913) в соответствующей статье указывается, что герменевтика — «филологическая наука, отклоняющая всякіе директивы, откуда бы онѣ ни исходили». К середине XX века о герменевтике почти забыли, но к концу того века она вновь обрела популярность, только вот её прикладная направленность за редким исключением была вытеснена философско-умозрительными ракурсами.
Осознание историками во второй половине XX века познавательных открытий философской герменевтики и так называемого «лингвистического поворота», освоение ими возможностей современного психоанализа и постструктурализма, семиологии, литературной критики – всё это содействовало переосмыслению слов, с помощью которых строились рассуждения многих поколений профессионалов: «история», «историческая реальность», «историческое исследование» («исторический нарратив»), «историческое свидетельство» («исторический источник»).